# George Ciamba
George Ciamba (n. 20 februarie 1966, București, România – d. 11 iulie 2021) a fost un diplomat român de carieră în cadrul Ministerului Afacerilor Externe. Din noiembrie 2018 până în noiembrie 2019 a fost ministru pentru Afaceri Europene în Guvernul României, iar, în această calitate, a gestionat prima Președinție română a Consiliului UE.

## Carieră diplomatică
Înainte de a deține funcția de ministru pentru Afaceri Europene în MAE, George Ciamba a fost secretar de stat pentru Afaceri Bilaterale și Strategice în Spațiul Euroatlantic, între ianuarie 2017 și noiembrie 2018.
Între 2016 și 2017 a deținut funcțiile de Ambasador și de Reprezentant cu însărcinări speciale pentru diplomație economică. În această calitate, a contribuit la promovarea și derularea proiectelor economice în cadrul cărora România are interese strategice, precum și la consolidarea relației inter-ministeriale în vederea reprezentării economice externe.
Al doilea mandat ca secretar de stat l-a avut între 2012 și 2016.
Ca secretar de stat pentru Afaceri Europene, a urmărit cu prioritate asigurarea unei participări active a României în toate formatele de lucru ale UE, coordonarea pozițiilor interne susținute în formațiunile Consiliului UE și promovarea contribuției naționale în formularea politicilor europene. Totodată, a asigurat participarea în cadrul Consiliului Afaceri Generale.
Între 2003 și 2005 a fost secretar de stat pentru Afaceri Multilaterale și, ulterior, Globale. În această calitate, a coordonat  dosarele asociate cu UE (Conferința Interguvernamentală), NATO, Consiliul Europei, ONU și alte organizații internaționale. Principalele linii de acțiune ale mandatului său au vizat promovarea progreselor României în cadrul procesului de aderare la UE, concretizată cu încheierea negocierilor la finele anului 2004; susținerea extinderii NATO și a UE către Europa de Sud-Est și a implicării lor în democratizarea și securizarea regiunii Mării Negre, o zonă de interes strategic; Parteneriatul Strategic cu SUA; gestionarea dezvoltărilor complexe asociate cu evoluțiile din Irak și Orientul Mijlociu și contribuția la strategia diplomatică a României în relațiile cu statele din zonă.
George Ciamba a fost ambasador în Grecia din 2005 până în 2012. Între 1999 și 2003 a fost ambasador în Turcia și, între 2001 și 2003, reprezentant permanent al României la Organizația de Cooperare Economică la Marea Neagră. Astfel, a urmărit creșterea relațiilor economice (investiții si comerț) pentru a reflecta nivelul excelent al relațiilor politice bilaterale. Totodată, s-au urmărit, constant, negocierile de aderare la NATO, în mod special prin consolidarea inițiativelor de dialog care au avut ca scop obținerea sprijinului în cadrul patrulaterului România-Bulgaria-Turcia-Grecia.
Între 1996 și 1999 a fost mai întâi director adjunct, apoi director al Direcției America de Nord, în Ministerul Afacerilor Externe, într-un moment definitoriu al relațiilor dintre România și SUA - lansarea Parteneriatului Strategic. A fost membru în comisia interguvernamentală și Grupul de Inițiativă România-SUA, creat sub egida Centrului de Studii Strategice Internaționale din Washington, think-tank desemnat să elaboreze politici pe baza avantajelor specifice ale României în relațiile cu SUA.
În 1995 a fost secretarul Grupului de lucru vizând reconcilierea istorică între România și Ungaria care a dus la semnarea Tratatului de bază cu Ungaria, în 1996.
Din 1991 până în 1995 a deținut diverse funcții în MAE: referent de spațiu pentru SUA, pentru Agenția Internațională pentru Energie Atomică și pentru problematica neproliferării.
Și-a început cariera în Ministerul Afacerilor Externe în decembrie 1990.

## Mandatul de ministru pentru Afaceri Europene și prima Președinție română a Consiliului Uniunii Europene
George Ciamba a ocupat funcția de ministru pentru Afaceri Europene, în timpul primului mandat al României la Președinția Consiliului UE.

### Președinția română a Consiliului UE
România a deținut pentru prima dată de la aderarea la UE, în 2007, Președinția rotativă a Consiliului Uniunii Europene, între ianuarie și iunie (inclusiv) 2019. România i-a succedat Austriei (iulie-decembrie 2018) și i-a precedat Finlandei (iulie-decembrie 2019).
Statele membre care dețin Președinția Consiliului UE lucrează îndreaproape în grupuri de câte trei - în așa-numitele trio-uri. România a făcut parte dintr-un asemenea trio, alături de Finlanda și Croația.

#### Priorități[10]

##### Pilonul 1: „Europa convergenței”
Președinția României la Consiliul Uniunii Europene va urmări să contribuie la  asigurarea convergenței și coeziunii europene în scopul unei dezvoltări durabile și echitabile pentru toți cetățenii și statele membre prin creșterea competitivității și reducerea decalajelor de dezvoltare, promovarea conectivității și a digitalizării, stimularea antreprenoriatului și consolidarea politicii industriale europene.

###### Obiective principale
- avansarea procesului de negociere privind Cadrul Financiar Multianual 2021-2027;
- dezvoltarea dimensiunii sociale a UE, prin punerea în aplicare a Pilonului European al Drepturilor Sociale;
- avansarea agendei UE în domeniile economic și financiar, în scopul stimulării creșterii și investițiilor, pentru aprofundarea Uniunii Economice și Monetare, precum și în vederea sprijinirii reformelor structurale;
- promovarea cercetării și inovării, digitalizării și conectivității în vederea creșterii competitivității economiei și industriei europene.

##### Pilonul 2: „Europa siguranței”
Președinția Românei la Consiliul Uniunii Europene va urmări consolidarea unei Europe mai sigure printr-un plus de coeziune între statele membre pentru a face față noilor provocări de securitate ce amenință siguranța cetățenilor și prin sprijinirea inițiativelor de cooperare în domeniu.

###### Obiective principale
- consolidarea securității interne, prin creșterea cooperării între statele membre și creșterea interoperabilității sistemelor de securitate ale UE, protejarea siguranței cetățenilor, companiilor și instituțiilor publice în spațiul virtual și îmbunătățirea rezilienței Uniunii la atacuri cibernetice;
- continuarea luptei împotriva terorismului;
- facilitarea operaționalizării Parchetului European;
- acordarea unei atenții sporite aspectelor privind migrația, pe baza unei abordări cuprinzătoare a acțiunii în cadrul UE și prin promovarea cooperării cu țările de origine și tranzit, precum și prin facilitarea dialogului între statele membre în scopul identificării de soluții pentru o politică eficientă și sustenabilă a UE în domeniul migrației și azilului.

##### Pilonul 3: „Europa, actor global”
Pe durata mandatului său de Președinție a Consiliului Uniunii Europene, România va sprijini continuarea consolidării rolului global al UE prin promovarea politicii de extindere, prin acțiunea Uniunii în vecinătate, prin continuarea procesului de implementare a Strategiei Globale, prin asigurarea resurselor necesare la nivelul Uniunii și prin implementarea angajamentelor globale ale Uniunii Europene.

###### Obiective principale
- promovarea consolidării capacităților de apărare și securitate ale Uniunii în strânsă complementaritate cu procesele similare din cadrul NATO, cu accent pe consolidarea Parteneriatului strategic UE – NATO;
- sprijinirea întăririi acțiunii în domeniul Politicii de Securitate și Apărare Comune, în principal prin consolidarea mecanismelor existente și asigurarea sinergiei noilor instrumente, precum: Procesul Anual de Analiză Coordonată a Apărării, Fondul European de Apărare și Cooperarea Structurată Permanentă;
- avansarea politicii de extindere a Uniunii pentru asigurarea unui plus de securitate în plan intern și extern;
- promovarea de acțiuni coordonate și coerente în vecinătatea Uniunii, prin aniversarea a 10 ani de la lansarea Parteneriatului Estic și prin reafirmarea importanței Mării Negre pe agenda Uniunii Europene, inclusiv din perspectiva revigorării Sinergiei Mării Negre;
- promovarea intereselor comerciale, atât prin consolidarea multilateralismului și modernizarea sistemului comercial multilateral, cât și prin extinderea Acordurilor de parteneriat economic și de liber schimb.

##### Pilonul 4: „Europa valorilor comune”
Președinția Românei la Consiliul Uniunii Europene va urmări stimularea solidarității și coeziunii Uniunii prin promovarea politicilor privind combaterea discriminării, egalitatea de șanse și tratamentul egal pentru femei și bărbați, precum și prin creșterea implicării cetățenilor, și în special a tinerilor, în dezbaterile europene.  

###### Obiective principale
- promovarea combaterii eficiente a rasismului, intoleranței, xenofobiei, populismului, antisemitismului și descurajarea discursului bazat pe ură.
- promovarea combaterii dezinformării online și a știrilor false, inclusiv prin ameliorarea educației în domeniul mass-media și dezvoltarea de mecanisme europene care promovează bunele practici în combaterea dezinformării.
- promovarea și susținerea inițiativelor legislative privind progresul social și reducerea decalajelor de dezvoltare, oportunități egale între femei și bărbați, precum și asigurarea accesului la educație și pregătire a categoriilor dezavantajate.
- combaterea discriminării de gen pe piața muncii și în afaceri, precum și a diferențelor de remunerare dintre femei și bărbați.

#### Rezultate[11]
În timpul Președinției române a Consiliului UE au fost organizate aproximativ 2500 de reuniuni și evenimente, dintre care peste 2000 de reuniuni ale grupurilor de lucru, 64 de reuniuni la nivel ministerial ale Consiliului Uniunii Europene, un total de 300 de evenimente organizate în România, precum și găzduirea Summitului de la Sibiu.
90 de dosare legislative au fost închise într-un timp record de trei luni, până la finalul activității legislative a Parlamentului European (aprilie) - în medie, un dosar în fiecare zi. Au fost adoptate atât 84 de Concluzii ale Consiliului UE pe multiple teme de interes comun, precum și Decizii de Consiliu; au fost elaborate numeroase rapoarte de progres ale Președinției.

## Distincții
- 2012: Marea Cruce a Ordinului Phoenix - acordat de Președintele Republicii Elene.
- 2000: Ordinul Național „Pentru Merit” - acordat de Președintele României.
- 1999: Ambasadorul Anului - acordat de cotidianul Nine O'clock Arhivat în 29 noiembrie 2019, la Wayback Machine..